# 高木優希
高木 優希（たかぎ ゆうき、1995年3月21日 - ）は、日本の俳優。東京都出身。ホリプロ・インプルーブメント・アカデミー所属。

## 出演

### テレビ
- 笑う犬の発見「ホリケンサイズ」（2001年、フジテレビ）
- ダムド・ファイル（2003年、メ〜テレ）
- 砂の器（2004年、TBS）
- 女医・優〜青空クリニック〜（2004年、フジテレビ・東海テレビ）
- それからの日々（2004年、テレビ朝日）
- みんな昔は子供だった（2005年、フジテレビ・関西テレビ） - 野瀬風太 役
- 新キッズ・ウォー（2005年、TBS・CBC） - 河合祐太 役
- 占い師みすず 事件は運命の彼方に（2006年6月5日、TBS）- 丸山栄太 役
- 功名が辻（2006年、NHK） - 松寿丸 役
- 新キッズ・ウォー2（2006年、TBS・CBC制作） - 河合祐太 役
- まだそんなに老けてはいない（2007年、テレビ朝日）
- 獣拳戦隊ゲキレンジャー（2007年、テレビ朝日） - 征司 役
- 占い師みすず 事件は運命の彼方に2（2007年5月21日、TBS）
- 占い師みすず 事件は運命の彼方に3（2008年6月23日、TBS） - 丸山栄太 役

### 映画
- パーク アンド ラブホテル（2008年春）- 松尾勉 役
- 青い鳥（2008年冬)

### CM
- スクールIE（2009年）